# Прора
Прора, позната и као Колос из Проре, је грађевински комплекс на острву Риген, у Немачкој, који је нацистичка Немачка изградила између 1936. и 1939. године као одмаралиште у оквиру пројекта Снага кроз радост (Kraft durch Freude or KdF). Састојало се од осам идентичних зграда и било је дужине 4,5 км, паралелно с плажом, сада са преживелим објектима који се простиру на 3,0 км.
Иако су зграде биле планиране као одмаралиште, изградња није завршена и објекти никада нису кориштени у ове сврхе. После Другог светског рата, комплекс је нашао разне војне намене, прво совјетске армије, затим источнонемачке Народне армије, а затим немачког Бундесвера. Данас се у њему налази велики омладински хостел, хотел и апартмани за одмор.
Комплекс је на листи баштине као посебно упечатљив пример архитектуре Трећег рајха.

## Локација
Прора лежи у пространом заливу између региона Засниц и Бинц, познатог као Prorer Wiek, на уској пустари (Прора) која одваја лагуну Kleiner Jasmunder Bodden од Балтичког мора. Зграде су се простирале на дужини од 4,5 км, удаљене око 150 м од плаже. Обала има дугачку равну пешчану плажу која се протеже од Бинца до трајектне луке. Стога је ова плажа била идеално место за успостављање приморског одмаралишта.

## Планови
Програм Снага кроз радост дизајниран је да привуче радничку класу - која је током Вајмарске републике била снага моћи социјалдемократа и, у мањој мери, комуниста - Нацистичкој странци нудећи бројне културне догађаје и масовни туризам по приступачним ценама. Такође су пружали прилику за усађивање нацистичке идеологије сталном индоктринацијом помоћу пропаганде. Основан у новембру 1933. године, 1934. године, 400.000 људи је кренуло у пакет аранжмане Снага кроз радост, број који је порастао на 1,7 милиона до 1937. године, поред 7 милиона који су искористили викенд излете и 1,6 милиона који су учествовали у организованим пешачењима.
Роберт Лај, шеф Немачког радничког фронта - чија је подружница била Снага кроз радост - замишљао је Прору као паралелу са Батлинс одмаралиштима, која су били британски „кампови за одмор“ дизајнирани да просечном раднику обезбеде приступачан одмор. Прора је дизајнирана за смештај 20.000 туриста. Пројектовао га је Клеменс Клоц, који је победио на конкурсу за дизајн који је надгледао главни архитекта Адолфа Хитлера, Алберт Шпер, а све собе су имале поглед на море, док су ходници и санитарни чворови били окренути ка копну. Свака соба од 5 x 2,5 м требало је да има два кревета, ормар и умиваоник. На сваком спрату били су заједнички тоалети, тушеви и купатила.
Хитлерови планови за Прору били су много амбициознији. Желео је гигантско морско одмаралиште, „најмоћније и највеће које је икада постојало“, са 20.000 кревета. У средини је требало подићи огромну зграду. Истовремено, Хитлер је желео да у случају рата буде претворена у војну болницу. Хитлер је инсистирао да се укључе планови џиновске затворене арене архитекте Ериха Путлица. Путлицова фестивалска сала била је предвиђена да истовремено може да прими свих 20.000 гостију. Његови планови су укључивали два базена са таласима, биоскоп и позориште. Такође је било предвиђено велико пристаниште за путничке бродове.
Пројекат је освојио награду Гранд При на Светској изложби у Паризу 1937. године.

## Изградња
Изградња је започела 1936. године и током неколико година колико је Прора била у изградњи, све главне грађевинске компаније Рајха и скоро 9.000 радника било је укључено у овај пројекат. До 1938. године трошкови изградње достигли су 237,5 милиона рајх марака (еквивалентно 899 милиона евра у 2009.). Почетком Другог светског рата 1939. године, градња на Прори је заустављена, а грађевински радници пребачени у фабрику оружја у Пенеминдеу. Осам стамбених блокова, позориште и биоскоп остали су празне шкољке. Базени и фестивалска сала никада нису изграђени. Да је комплекс завршен, био би највеће одмаралиште на свету.

## Употреба

### Други светски рат
Током савезничког бомбардовања, многи људи из Хамбурга склонили су се у један од стамбених блокова, а касније су тамо биле смештене избеглице са истока Немачке. На крају рата, у овим зградама је било смештено женско помоћно особље за Луфтвафе.

### Хладни рат
1945. године совјетска армија је преузела контролу над регионом и основала војну базу у Прори. Друга артиљеријска бригада Совјетске армије заузела је блок 5 Проре од 1945. до 1955. године. Крајем четрдесетих година два стамбена блока - један на северу и један на југу - срушена су и остаци су углавном уклоњени.
Крајем 1950-их војска Источне Немачке обновила је неколико зграда. Будући да су зграде крајем 1940-их огољене до голе опеке, већи део спољне и унутрашње завршне обраде који се сада може видети урађен је под контролом Источне Немачке. Након формирања Националне народне армије Немачке Демократске Републике (ДДР) 1956, зграде су постале забрањено војно подручје у коме је смештено неколико јединица Војске Источне Немачке. Најистакнутији је био елитни 40. падобрански батаљон „Вили Зенгер“, који је био смештен у блоку 5 од 1960. до 1982. Падобрански батаљон и други користили су блок 4 на северној страни за урбану борбену обуку. У згради је од 1982. до 1990. био смештен војни грађевински батаљон „Мукран“. Део зграде служио је и као дом реконвалесцената источнонемачке војске "Валтер Улбрихт".

### Уједињена Немачка
Након поновног уједињења Немачке 1990. године, Национална народна армија ДДР-а придружена је западнонемачком Бундесверу, који је преузео зграду. У почетку се размишљало о рушењу зграда, али су касније заштићене и понуђена је пореска олакшица инвеститорима да их обнове. Делове зграде користила је Војна техничка школа Бундесвера од 1990. до 1992. године. Од 1992. до 1994. године, део зграде је коришћен за смештај тражилаца азила са Балкана.
Почетком 1993. године објекат је био празан и зграде су биле подложне пропадању и вандализму. Изузетак од тога био је Блок 3, Прора центар, који је од 1995. до 2005. године био објекат за разне музеје, посебне изложбе и галерију. Између 1993. и 1999. године локација је служила као један од највећих омладинских хостела у Европи.
Од 2000. године Документациони центар Прора налази се на јужном крају зграда. Овај центар документује историју градње и коришћења зграде. Овде се говори о позадини пројекта и његовом присвајању за нацистичку пропаганду.

## Продаја и преуређење
2004. године, након више од деценије неуспелих покушаја продаје локације у целини, блокови зграде почели су да се продају појединачно за различите намене. 23. септембра 2004. године блок 6 је продат за 625.000 евра непознатом понуђачу. Дана 23. фебруара 2005. године, блок 3, некадашњи музеј, продат је компанији Inselbogen GmbH, која је најавила да ће се зграда користити као хотел. У октобру 2006. године, блокови 1 и 2 продати су компанији Prora Projektentwicklungs GmbH која је објавила планове за претварање зграда у продавнице и станове. Међутим, Блок 1 је поново понуђен на продају на аукцији 31. марта 2012. године, а берлински инвеститор га је купио за 2,75 милиона евра.
У новембру 2006. године, Савезна агенција за некретнине купила је Блок 5. Уз финансијску подршку савезне владе и државе Мекленбург-Западна Померанија, планирано је да се у згради оснује омладински хостел. Смештен у најсевернијем делу комплекса, био је подељен на пет делова.
Крајем 2008. године одобрени су планови да Прора испуни своју првобитну намену и да се претвори у модерно туристичко одмаралиште. Савет је изнео планове за изградњу довољно животног простора за смештај 3.000 људи, као и омладинског хостела и туристичких садржаја. Керстин Каснер, локална одборница, упоредила је Прорину обалу са „карипском плажом“. Међутим, одлука је наишла на одређени скептицизам мештана Бинца, који су сматрали да у региону већ има превише туриста, а Хајке Тагсолд, историчар Проре, рекао је да га је прошлост града учинила неприкладним местом за туристе. Ипак, 2011. године отворен је дуго планирани велики омладински хостел са 402 кревета у 96 соба; то је највећи омладински хостел у Немачкој и био је популаран. Предложено је могуће проширење објекта.
У септембру 2010. године немачко-аустријска група инвеститора објавила је планове да обнови блокове 1 и 2 као смештај за старије особе и хотел са 300 кревета који укључује тениске терене и базен и мали тржни центар. Трошкови инвестиције процењују се на 100 милиона евра.

### Metropole Marketing
2013. године, немачка компанија, Metropole Marketing, купила је права за обнову Проре и ставила је на тржиште као летње куће. До те године обновљени станови у такозваном Колосу продавали су се за чак 700.000 евра (900.000 америчких долара) по комаду. За датум завршетка процењена је 2016. година. 2016. године први од нових станова отворен је у блоку 1. Хотел Прора Солитер у блоку 2 отворио се на време за лето 2016. године, а неки реконструисани станови су се у том блоку продавали до средине 2017. године. У то време су четири зграде биле у процесу обнове, пета је коришћена као омладински хостел, док су преостале три остале у рушевинама.
Ажурирање из новембра 2017. године указало је да је већина јединица (станова) у блоку 1 продата, јер су продаване као летње куће за оне који живе у Хамбургу и Берлину. Власници су многе навели као краткорочне најмове на сајтовима као што су Airbnb и HomeAway.

## У популарној култури
Прора је представљена у видео игри Цивилизација V, посебно у пакету за проширење Цивилизације V: Храбри нови свет. У игри се појављује као чудо повезано са идеологијом Аутократија.